# Jiuquanornis niui
Jiuquanornis niui — вид викопних птахів, що мешкав у крейдяному періоді (120 млн років тому). Скам'янілі рештки знайдені у пластах формації Сягу у провінції Ганьсу, Китай.

## Опис
Описаний з часткового скелета (повна груднина, вилочка, та грудні ребра).